# Bosquerola blava
La bosquerola blava o bosquerola golanegra blava (Setophaga caerulescens) és una espècie d'ocell de la família dels parúlids (Parulidae) que habita boscos nord-americans, criant a sud-est del Canadà, nord-est dels Estats Units i a la llarga dels Apalatxes fins al nord-oest de Carolina del Sud. Passa l'hivern a les Antilles i Amèrica Central.